# Volodymyr Pilguj
Volodymyr Pilguj (ukrajinsky: Володимир Пільгуй; * 26. ledna 1948, Dnipro) je bývalý ukrajinský fotbalista, brankář, který reprezentoval Sovětský svaz. S jeho reprezentací získal stříbrnou medaili na mistrovství Evropy v roce 1972. Zúčastnil se také dvou olympijských turnajů, v Mnichově roku 1972 a v Moskvě roku 1980, přičemž z obou si přivezl bronzovou medaili. Za národní tým nastupoval v letech 1972–1977 a odehrál za něj 12 utkání. Hrál za Dnipro Dnipropetrovsk (1969), Dynamo Moskva (1970–1981) a Kubáň Krasnodar (1982–1983). S Dynamem Moskva hrál v sezóně 1971/72 finále Poháru vítězů pohárů. S ním také dosáhl nejlepšího výsledku v nejvyšší sovětské soutěži, 2. místa v ročníku 1970. Dvakrát s ním vybojoval sovětský pohár. V anketě Fotbalista roku SSSR skončil roku 1973 třetí. Stal se členem prestižního Klubu Lva Jašina, jehož členové se mohu pochlubit sto vychytanými nulami v sovětské nejvyšší lize. Po skončení hráčské kariéry se stal fotbalovým funkcionářem, byl mj. prezidentem Dynama Moskva.